# Phyllonorycter aeriferella
Phyllonorycter aeriferella là một loài bướm đêm thuộc họ Gracillariidae. Nó được tìm thấy ở Canada (Ontario và Québec) và Hoa Kỳ (Florida, Ohio, Pennsylvania, Maine, New York, Connecticut, Kentucky và Illinois).
Sải cánh dài 7-8.5 mm.
Ấu trùng ăn Quercus species, bao gồm Quercus alba, Quercus bicolor, Quercus falcata, Quercus ilicifolia, Quercus imbricaria, Quercus macrocarpa, Quercus muehlenbergii, Quercus nigra, Quercus prinus, Quercus tinctoria và Quercus velutina. Chúng ăn lá nơi chúng làm tổ. 